# Meteoridea achterbergi
Meteoridea achterbergi är en stekelart som beskrevs av Penteado-dias 1996. Meteoridea achterbergi ingår i släktet Meteoridea och familjen bracksteklar. Inga underarter finns listade i Catalogue of Life.